# Malte Hamnström
Karl Abraham Malte Hamnström, född den 30 augusti 1857 i Torsåkers församling i Södermanlands län, död den 13 september 1929 i Härnösand, var en svensk skolman. Han var son till Knut Hamnström samt far till Carl och Seth Hamnström.
Hamnström blev student vid Uppsala universitet 1877. Han avlade filosofie kandidatexamen 1881 och filosofie licentiatexamen 1886 samt promoverades till filosofie doktor 1896. Hamnström var folkskoleinspektör 1887–1898. Han blev adjunkt vid folkskoleseminariet i Härnösand 1898 och lektor där i historia och geografi 1918. Hamnström blev riddare av Vasaorden 1915.